# Andreas Wagener (Ökonom, 1967)
Andreas Wagener (* 17. Juni 1967 in Siegen; † 29. Januar 2019 in Hannover) war ein deutscher Ökonom, Finanz- und Sozialwissenschaftler.

## Leben
Andreas Wagener, Sohn aus der Ehe von Dieter und Marianne Wagener, studierte Volkswirtschaftslehre an der Universität Siegen. 1996 wurde er dort mit der Arbeit Internationaler Steuerwettbewerb mit Kapitalsteuern zum Doktor der Staats- und Wirtschaftswissenschaften zum Dr. rer. pol. promoviert. 1992 bis 1996 war er wissenschaftlicher Mitarbeiter an der Universität Siegen und Westfälische Wilhelms-Universität in Münster. Von 1996 bis 2003 war er als wissenschaftlicher Assistent und später Privatdozent in Siegen tätig; 1999 bis 2001 war Wagener Stipendiat der Deutschen Forschungsgemeinschaft am CESifo in München and CEBR Kopenhagen. 2002 habilitierte er sich mit der Schrift Old-Age Provisions under Uncertainty an der Siegener Universität und erhielt die venia legendi in Volkswirtschaftslehre.
Nach 2003 war er Professor für Volkswirtschaftslehre, insbesondere Finanzwissenschaft, an der Fakultät für Wirtschaftswissenschaften der Universität Wien. Zudem war er Gastdozent an der Chulalongkorn University Bangkok sowie der Diplomatischen Akademie Wien. Von 2006 bis zu seinem Tod im Jahr 2019 war er Ordinarius für Volkswirtschaftslehre mit dem Schwerpunkt Sozialpolitik an der Universität Hannover sowie Direktor des Instituts für Staatswissenschaften sowie Vorstand des Leibniz-Forschungszentrum Wissenschaft und Gesellschaft (LCSS). Von 2011 bis 2013 war er Dekan des Fachbereichs Wirtschaftswissenschaften der Universität Hannover. Wagener hatte eine Forschungsprofessur am ifo Institut für Wirtschaftsforschung in München inne.
Die Forschungsschwerpunkte von Andreas Wagener waren Soziale Sicherungssysteme sowie Alterssicherung sowie Theorie des Wohlfahrtsstaates über (internationale) Besteuerung und fiskalischen Föderalismus zur Bereitstellung öffentlicher Güter. Er veröffentlichte zahlreiche Aufsätze in referierten internationalen Fachzeitschriften sowie Beiträge in sonstigen Journalen und Sammelbänden.

## Auszeichnungen und Ehrungen
- Förderpreis der Camilla-Dirlmeier-Gedächtnis-Stiftung der Universität Siegen (2002)
- Research Award 2003 des Verband Deutscher Rentenversicherungsträger (VDR)